# كوستاس كيماكوجلو
كوستاس كيماكوجلو (باليونانية: Κώστας Καϊμακόγλου)‏ مواليد 15 مارس 1983، هو لاعب كرة سلة يوناني ويحمل الرقم 21. يبلغ طوله 6 قدم 8.75 بوصة (2.1 م).

## الميداليات
| الميدالية | المسابقة                         |
| --------- | -------------------------------- |
| برونزية   | بطولة أمم أوروبا لكرة السلة 2009 |

## روابط خارجية
- كوستاس كيماكوجلو على موقع الاتحاد الدولي لكرة السلة (الإنجليزية)
- كوستاس كيماكوجلو على موقع الدوري الأوروبي لكرة السلة (الإنجليزية)
- كوستاس كيماكوجلو على موقع كرة السلة الأوروبية.كوم (الإنجليزية)
- كوستاس كيماكوجلو على موقع DraftExpress.com (الإنجليزية)
- كوستاس كيماكوجلو على موقع ريلجم (الإنجليزية)
- كوستاس كيماكوجلو على موقع بروبوليرز (الإنجليزية)
- كوستاس كيماكوجلو على موقع سبورتس رفرنس (الإنجليزية)